# Tommy Mandel
Tommy Mandel (New York, 2 giugno 1949) è un tastierista statunitense.
Ha lavorato con Bryan Adams, Bon Jovi, Clash, Dire Straits, Ian Hunter, Cyndi Lauper, Little Steven, Nils Lofgren, The Pretenders e Tina Turner.

## Discografia

### Con Bryan Adams
- You Want It You Got It
- Cuts Like a Knife
- Reckless
- Into the Fire
- Live! Live! Live!
- Waking Up the Neighbours
- So Far So Good
- The Best of Me
- Anthology 1980-2005

### Con Dire Straits
- Alchemy: Dire Straits Live

### Con Ian Hunter-Mick Ronson Band
- Welcome to the Club
- Short Back 'n' Sides
- All of the Good Ones Are Taken
- Yui Orta

### Con Clash
- Combat Rock

### Con Bon Jovi
- 7800° Fahrenheit

### Con David Johansen
- In Style
- Here Comes the Night

### Con Peter Wolf
- Come As you Are

### Con Little Steven
- Freedom - No Compromise

### Con Nils Lofgren
- Flip

### Con B-52s
- Cosmic Thing

### Con John Waite
- Mask of Smiles
- Rover's Return

### Con Cyndi Lauper
- A Night to Remember

### Con Pretenders
- Get Close

### Altri artisti
- "Tina Turner'
- "Live at CBGB's (the Miamis)"
- "Shannon"
- "Los Tres"
- "Holidelic (Everett Bradley)"